# Orlando Montenegro Medrano
Orlando Montenegro Medrano (ur. 1922, zm. 29 października 1988 w Miami) – nikaraguański polityk, dyplomata, tymczasowy prezydent Nikaragui od 3 do 4 sierpnia 1966.
Z zawodu był adwokatem, należał do Nacjonalistycznej Partii Liberalnej. Był parlamentarzystą oraz ambasadorem Nikaragui przy Narodach Zjednoczonych. Funkcję prezydenta objął po śmierci René Schicka 3 sierpnia 1966, kolejnego dnia przekazując ją wiceprezydentowi Lorenzo Guerrero, któremu parlament powierzył dokończenie kadencji Schicka. Od 1975 do zamachu stanu w 1979 był burmistrzem Managui.